# Крылов, Семён Алексеевич
Симео́н Алексе́евич Крыло́в (1874 год, село Гусиха, Самарская губерния — после 1931 года) — священнослужитель Русской православной церкви, член IV Государственной Думы от Самарской губернии.
В 1896 году окончил Самарскую духовную семинарию и был рукоположён во иерея к церкви села Попковичи Самарской губернии. Затем был священником в селах Гушка, Мало-Архангельское и Ивантеевка Николаевского уезда. Был законоучителем Николаевской мужской гимназии, благочинным 1-го округа Николаевского уезда, неоднократно избирался депутатом уездных епархиальных съездов. Владел 66 десятинами церковной земли.
Был избран в Государственную Думу IV созыва, где примкнул к фракции центра. Член III отдела.
Впоследствии проживал в родном селе Гусиха (Ивантеевский район Нижневолжского края), где 25 января 1931 года был арестован и 12 мая 1931 года тройкой ОГПУ «за антисоветскую агитацию» и приговорён к 10 годам заключения.
Дальнейшая судьба неизвестна. 2 августа 1989 года Саратовской областной прокуратурой был реабилитирован.